# Laissac-Sévérac l’Église
Laissac-Sévérac l’Église község Franciaország Okcitánia régiójában, Aveyron megyében. Új községként 2016. január 1-jén jött létre két korábbi község: Laissac és Sévérac-l’Église egyesítésével. Az egyesüléskor az új község lélekszáma 2182 fő lett. Lakosainak száma 2148 fő (2022. január 1.).

## Népesség
| Lakosok száma | 2102 | 2120 | 2126 | 2147 | 2153 | 2155 | 2148 |
|               | 2016 | 2017 | 2018 | 2019 | 2020 | 2021 | 2022 |